# Custódia da Bemposta

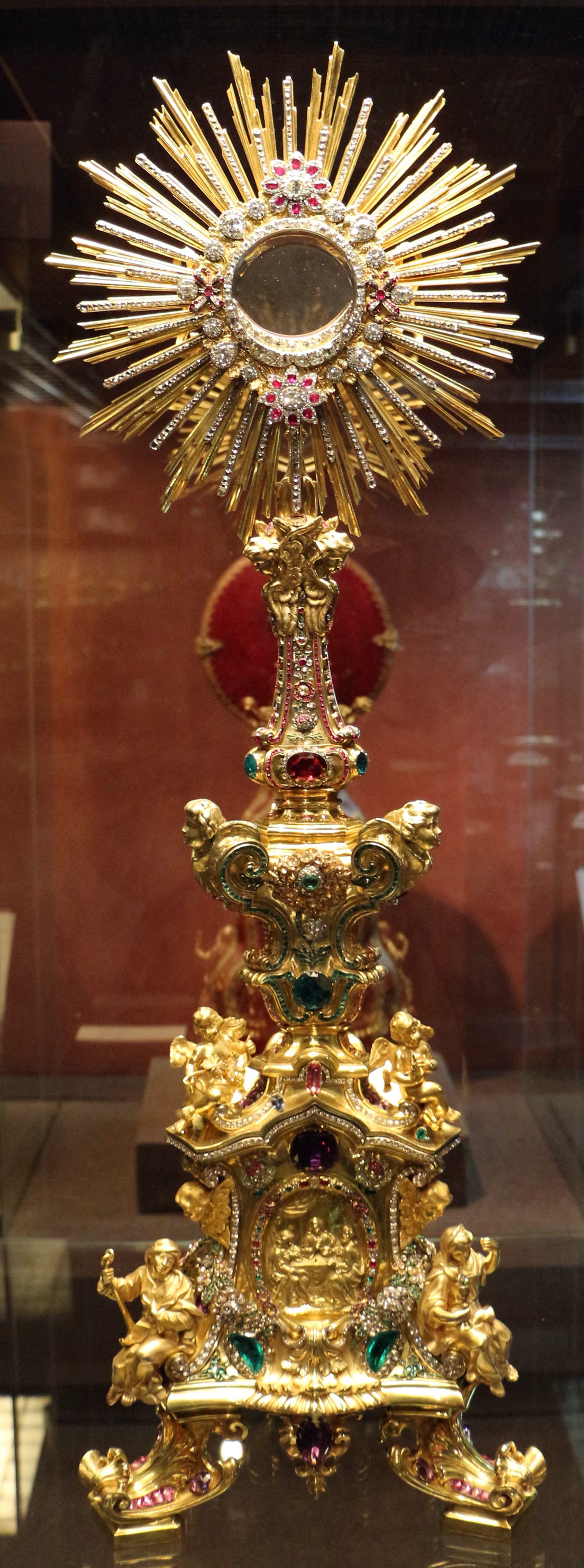

A chamada Custódia da Bemposta é uma alfaia litúrgica, peça de ourivesaria e pedraria, de manufactura portuguesa da segunda metade do século XVIII, desenhada pelo arquiteto Mateus Vicente de Oliveira. Proveniente da Capela do Paço da Bemposta, conserva-se desde 1876 no Museu Nacional de Arte Antiga, em Lisboa. A execução da mesma foi da autoria do ourives Adam Pollet.  Conforme QUEIROZ (ob. cit.), Mateus Vicente de Oliveira teria concebido outros trabalhos de ourivesaria, dentre eles, o ostensório do Mosteiro do Lorvão. 